# Episode Six
Episode Six — британський рок-гурт, утворений в липні 1964 року. Найбільше відомий тим, що тут працювали два майбутніх учасники гард-рок колективу Deep Purple (Роджер Ґловер та Ієн Ґіллан, який приєднався в травні 1965 року). Гурт випустив декілька синглів в 1966—1967 роках. Розпався невдовзі після переходу двох музикантів до Deep Purple у 1969 році.

## Склад учасників(травень 1965 року)
- Ієн Ґіллан — вокал
- Ґрем Діммок — гітара
- Тоні Лендер — гітара
- Шейла Діммок — клавішні
- Роджер Ґловер — бас-гітара
- Гарві Шилд — барабани